# Take On the World
Take On the World è un singolo del gruppo heavy metal inglese dei Judas Priest, pubblicato nel 1979. 

## Il brano
Fu un singolo di notevole successo, vendendo circa 400.000 copie. Nel 2021, gli Spoon hanno pubblicato il singolo Wild, che campiona gli inserti di batteria da Take on the World.
Il disco è stato pubblicato come singolo da 7 pollici ed è stato accompagnato da un remix di Dennis Bovell sul lato B.
A partire dagli anni 2000 la canzone è stata cantata dai tifosi squadra di calcio del Wolverhampton come inno del club. 

## Formazione
- Rob Halford – voce
- Glenn Tipton – chitarra solista
- K. K. Downing – chitarra ritmica
- Ian Hill – basso elettrico
- Les Binks – batteria